# 山下光
山下 光（やました ひかる、1971年8月 - ）は、日本の防衛官僚・政治学者。専門は、国際政治学・平和維持活動・国際政治思想・国際人道問題。学位は、Ph.D. in International Politics（ウェールズ大学・2003年）。静岡県立大学国際関係学部教授・大学院国際関係学研究科教授。
防衛研究所研究部第二研究室主任研究官、防衛研究所理論研究部政治・法制研究室室長などを歴任した。

## 概要
国際政治学、平和維持活動、国際政治思想、国際人道問題を専攻する政治学者である。早稲田大学、ロンドン大学経済政治学院、ウェールズ大学アベリストウィス校にて学んだあと、防衛研究所にて防衛庁教官として勤務し、安全保障研究や地域研究に従事するとともに、研究部第二研究室の主任研究官や理論研究部政治・法制研究室の室長などを歴任した。その後、静岡県立大学にて教鞭を執り、後進の育成に努めた。

## 来歴

### 生い立ち
1971年（昭和46年）8月に生まれた。早稲田大学に進学し、政治経済学部の政治学科にて学んだ。1995年（平成7年）3月、早稲田大学を卒業した。それに伴い、学士（政治学）の学位を取得した。その後、イギリスに渡り、ロンドン大学の経済政治学院に進学し、国際関係学部にて学んだ。1996年（平成8年）7月、同学院の修士課程を修了した。それに伴い、修士の学位を取得した。さらに、ウェールズ大学のアベリストウィス校に進学し、国際政治学部にて学んだ。2003年（平成15年）3月、ウェールズ大学の博士課程を修了した。それに伴い、Ph.D. in International Politicsの学位を取得した。

### 政治学者として

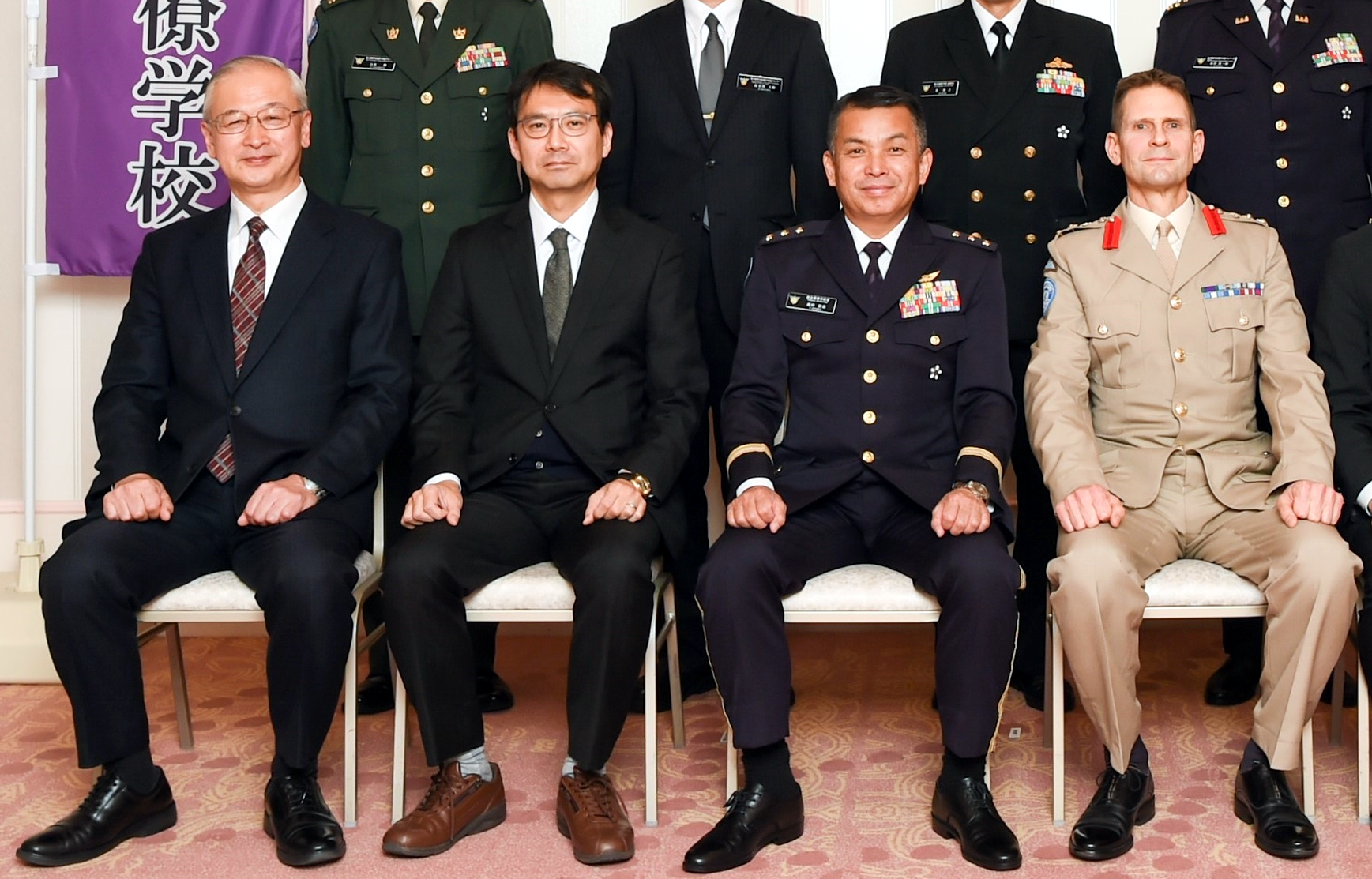
2019年12月2日、元陸上自衛隊東北方面総監松村五郎（左端）、統合幕僚学校校長清田安志（右から2人目）、国際連合平和活動局軍事顧問付特別補佐官ティム・ワイルディッシュ（右端）と

2003年（平成15年）4月、防衛庁の施設等機関である防衛研究所に採用され、第一研究部の教官として着任した。2007年（平成19年）1月、防衛庁が防衛省に改組され、防衛研究所は防衛省の施設等機関として位置づけられることになったが、引き続き勤務した。同年10月には、防衛研究所の研究部にて第二研究室の主任研究官に就任した。なお、2008年（平成20年）8月よりアメリカ合衆国のコロンビア大学にてアーノルド・A・サルツマン戦争平和学研究所の客員研究員を兼任することになり、翌年まで在任した。2015年（平成27年）4月、防衛研究所の理論研究部にて政治・法制研究室の室長に就任した。また、同名の国立大学法人により設置・運営される政策研究大学院大学においても、政策研究科の連携講師を兼任していた。
2020年（令和2年）4月、県と同名の公立大学法人により設置・運営される静岡県立大学に転じ、国際関係学部の教授に就任した。国際関係学部においては、主として国際関係学科の講義を担当した。また、同時に静岡県立大学の大学院においても、国際関係学研究科の教授を兼務することになった。国際関係学研究科においては、主として国際関係学専攻の講義を担当した。また、早稲田大学国際教養学部の講師も務めている。

## 研究
専門は政治学であり、特に国際政治学、平和維持活動、国際政治思想、国際人道問題、といった分野の研究に従事した。具体的には、国際政治の概念と思想について研究しており、多国間での紛争管理をはじめとする国際平和協力、国際機構・組織、国家論、主権論、国際人道・人権問題、といった視点で論じていた。研究成果は論文として発表しているほか、学術書や専門書なども上梓している。
学術団体としては、日本国際政治学会、日本政治学会、などに所属した。

## 略歴
- 1971年 - 誕生[4]。
- 1995年 - 早稲田大学政治経済学部卒業[2][5]。
- 1996年 - ロンドン大学経済政治学院国際関係学部修士課程修了[2][5]。
- 2003年 - ウェールズ大学アベリストウィス校国際政治学部博士課程修了[2][5]。
- 2003年 - 防衛研究所第一研究部教官[3]。
- 2007年 - 防衛研究所研究部第二研究室主任研究官[3]。
- 2008年 - コロンビア大学アーノルド・A・サルツマン戦争平和学研究所客員研究員[2][3]。
- 2015年 - 防衛研究所理論研究部政治・法制研究室室長[3]。
- 2020年 - 静岡県立大学国際関係学部教授[3]。
- 2020年 - 静岡県立大学大学院国際関係学研究科教授。

## 著作

### 単著
- Hikaru Yamashita, Humanitarian space and international politics -- the creation of safe areas, Ashgate Publishing, 2004. ISBN 0754641635
- Hikaru Yamashita, Evolving patterns of peacekeeping -- international cooperation at work, Lynne Rienner Publishers, 2017. ISBN 9781626376625
- 山下光『PKOの思想──その実践を紡ぎだすもの』名古屋大学出版会、2025年。

### 寄稿、分担執筆、等
- 石津朋之・永末聡・塚本勝也編著『戦略原論』日本経済新聞出版社、2010年。ISBN 9784532133856
- 防衛省防衛研究所編『平和維持活動の新潮流』防衛省防衛研究所、2015年。ISBN 9784864820325

### 註釈
1. ↑  防衛庁教官は、2007年より防衛教官となった。
2. ↑  ウェールズ大学アベリストウィス校は、のちにアベリストウィス大学の源流の一つとなった。
3. ↑  防衛庁は、のちに防衛省の源流の一つとなった。

## 関連人物
- 石津朋之